# Kuitbeen
Het kuitbeen (fibula) is het bot dat zijdelings van het scheenbeen is geplaatst, en aan de boven- en onderkant ermee verbonden is. Het is het kleinste van de twee, en in verhouding tot de lengte, is het het dunste lange bot van alle menselijke beenderen. Aan de bovenzijde is het kuitbeen tevens verbonden met de knie, aan de onderkant met het sprongbeen. De Latijnse naam komt van fibula, een doekspeld die ongeveer dezelfde vorm heeft als het bot.